# 島崎こま子
島崎 こま子（しまざき こまこ、1893年11月7日 - 1979年6月29日）は、島崎藤村の次兄広助の次女。藤村の小説『新生』の「節子」のモデル。結婚後の氏名は長谷川こま子。

## 生い立ち
長野県吾妻村の高等小学校4年後上京。三輪田高等女学校の3年に編入、根岸の親類（藤村の長兄の家族）の家から通っていた。卒業後に妻を亡くした藤村の家に住み込んだ。最初は姉ひさと一緒だったが、姉は結婚して家を出た。

## 「新生」
19歳の1912年半ば、藤村と関係を結び、藤村との子を妊娠する。
藤村は1913年4月にパリに留学。同年8月に藤村との子を出産するも養子に出された。この養子は10歳時に1923年の関東大震災で行方不明となる。
藤村は1916年に帰国し、関係が再燃。「二人していとも静かに燃え居れば世のものみなはなべて眼を過ぐ」はその時のこま子の歌である。
その後で藤村は1918年、『新生』を発表し、この関係を清算しようとした。
1918年7月、こま子は家族会の決定により、台湾の伯父秀雄（藤村の長兄）のもとに身を寄せることになった。それ以来、藤村とは疎遠となる。
藤村はその19年後の1937年に「こま子とは二十年前東と西に別れ、私は新生の途を歩いて来ました。当時の二人の関係は『新生』に書いていることでつきていますから今更何も申し上げられません、それ以来二人の関係はふっつりと切れ途は全く断たれてゐたのです。」とコメントしている。
一方、こま子は後の手記で「（小説『新生』は）ほとんど真実を記述している。けれども叔父に都合の悪い場所は可及的に抹殺されている」と述べている。
妻籠にいた1955年の初夏のころ、こま子は研究者の伊東一夫と対面し、叔父藤村をどのように思っているのか、という質問を受けた。これに対し「最初は叔父を怨み憎んでもおりましたが、だんだん年をとるにつれ、そのような気持はなくなってきました。むしろ今は、あのように、文学作品によって自己を貫いてきた叔父に尊敬をもつようになりました。叔父は世間で噂するようなひどいエゴイストではありません。思いやり深いところもたくさんありました」と話し、自身が必ずしも作品の犠牲になったとは思っておらず、作品が叔父との共同制作だったとも述べている。

## その後のこま子
1919年12月、こま子は秀雄とともに帰京し、自由学園の羽仁もと子（西丸哲三とも）宅に賄婦として住み込んだ。
その後、こま子はキリスト教に入信。その縁で京都大学の社会研究会の賄婦となり、無産運動に参加する。河上肇門弟の学生だった長谷川博と35歳で結婚して、長谷川こま子となる。しかし、夫の博は1928年に三・一五事件で検挙、投獄された。
こま子は解放運動犠牲者救援会（現在の日本国民救援会）を通じて救援活動に奔走した。1929年には夫が尊敬していた山本宣治が右翼に暗殺されたため、こま子は宣治の葬儀に参列している。夫は出獄したその日、住み込みの若い女性と情事を持ち、こま子を裏切る。1933年に娘の紅子（こうこ）をもうけるが、離婚することとなった。
上京して運動を続けるが、警察に追われ、また赤貧のため子どもを抱えたまま肋膜炎を患い、東京府板橋区の養育院に1937年3月3日に収容された。このことは、同月6日、7日付『東京日日新聞』記事で、島崎藤村の『新生』のモデルの20年後として報じられた。また林芙美子も、同月7日『婦人公論』記者としてインタビューをしている。林は皮肉を込めて「センエツながら、日本ペン倶楽部の会長さん（＝藤村）は、『償ひ』をして、どうぞこま子さんを幸福にしてあげて下さい」という趣旨の記事を書いた。この記事を受けてのことか判らないが、藤村は、当時の妻・静子に50円を持たせて病院を訪問させている（当時、銭湯の料金が6銭。郵便料金は葉書2銭、封書4銭。米60kg（1俵）が約13円である）。静子はこま子に会うことなく、守衛室に金を預けて帰った。藤村は息子に「今頃になって、古疵に触られるのも嫌なものだが、よほど俺に困ってもらわなくちゃならないものかねえ」とぼやいた。
こま子は「悲劇の自伝」を『中央公論』5月～6月号に発表。
戦後、妻籠（当時は長野県西筑摩郡吾妻村。現・木曽郡南木曽町）に住んだこま子は、「いつも和服で、言葉が美しく、静かな気品」があったと報じられている。作家の松田解子は「ひそやかさの中にまっとうさと輝かしさのある人でした」、「人間の幸せとは、美しいものを美しいといえる、嬉しいことを嬉しいといえることでしょうねぇ」とこま子が語っていたと述べている。
こま子は妻籠に20年、その後、東京で22年を過ごし、1979年に85歳で病没した。